# Оселёдкин
Оселёдкин — исчезнувший хутор в Миллеровском районе Ростовской области.

## История
С ноября 1924 года — в составе Туриловского сельсовета. По данным Всесоюзной переписи населения 1926 года — в Донецком округе Мальчевско-Полненского района Северо-Кавказского края РСФСР; 9 дворов, население — 53 человека (28 мужчин и 25 женщин); все жители — украинцы.
В 1941 году — в Мальчевском районе Ростовской области.

## Религия
До 1912 года жители хутора относились к приходу Николаевской церкви в слободе Мальчевско-Полненской. После открытия в 1912 году церкви в посёлке Туриловка — в приходе Туриловской церкви. 